# Lizzy Caplan
Elizabeth Anne Lizzy Caplan (Los Angeles, Californië, 30 juni 1982) is een Amerikaans actrice. Ze is onder andere bekend van de films Mean Girls en Cloverfield. Caplan werd voor haar rol in de film Cloverfield genomineerd voor een Saturn Award.

## Biografie
Caplan werd geboren en getogen in Los Angeles. Ze groeide op in een joods gezin. Eén jaar voordat ze afstudeerde, had ze al een rol te pakken in de Amerikaanse televisieserie Freaks and Geeks. Caplan verscheen ook in Jason Mraz's muziekvideo You and I Both. In 2001 tot en met 2003 speelde ze in Smallville als Tina Geer.

## Filmografie
- Bibsys: 13015757
- Biblioteca Nacional de España: XX5001131
- Bibliothèque nationale de France: cb15795462s (data)
- Gemeinsame Normdatei: 136370969
- International Standard Name Identifier: 0000 0001 1445 9603
- Library of Congress Control Number: no2005006909
- Nationale Bibliotheek van Tsjechië: xx0217921
- Nationale Bibliotheek van Israël: 987007334615505171
- Nederlandse Thesaurus van Auteursnamen: 310541042
- Système universitaire de documentation: 15650507X
- Virtual International Authority File: 61883136
- WorldCat: E39PBJqbqMX67xg9QXYh9kM9Dq